# Schloss Neuvicq

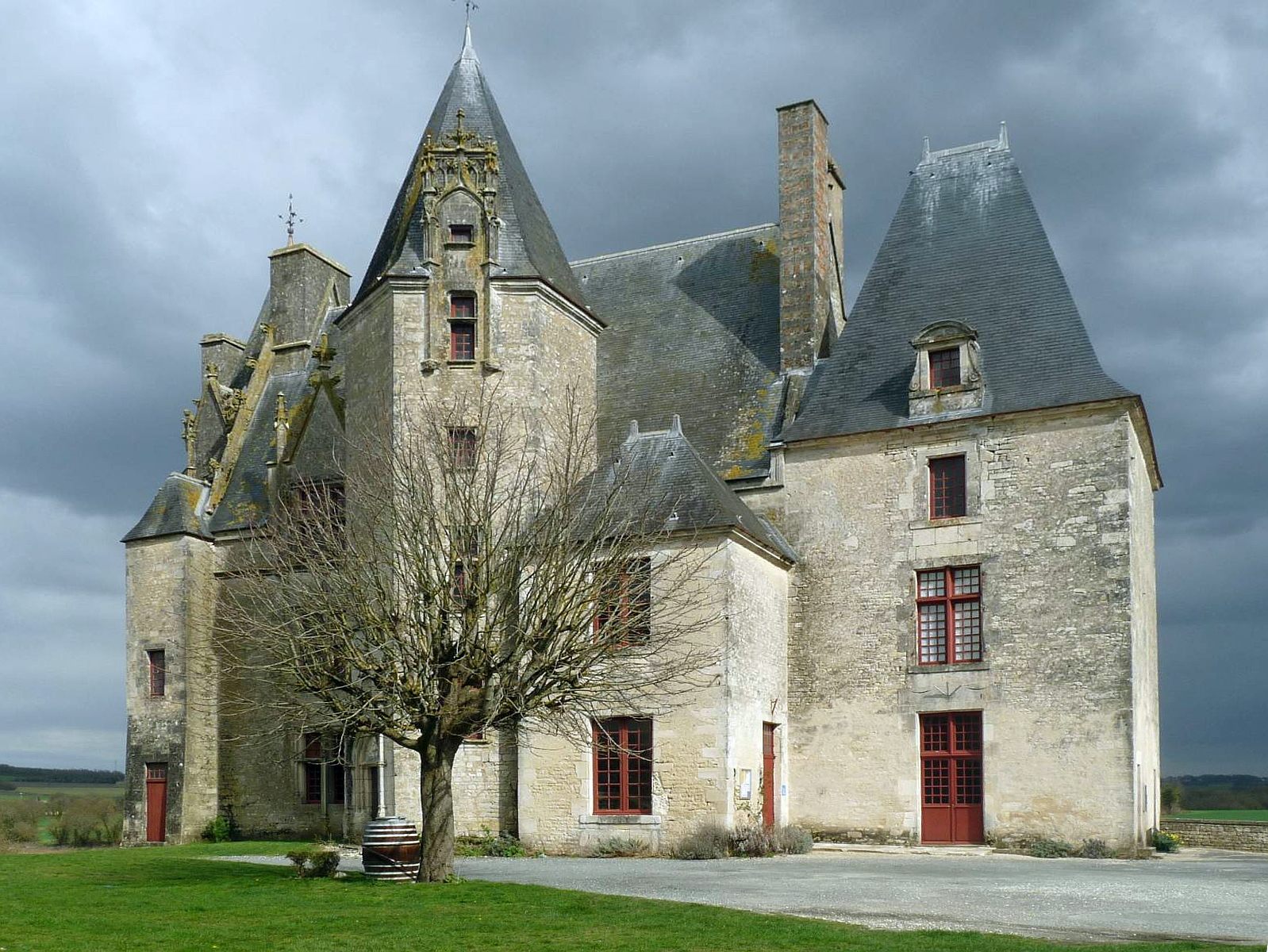
Schloss Neuvicq, Ansicht von Südwesten

Das Schloss Neuvicq (französisch Château de Neuvicq) ist ein Landschloss in der französischen Gemeinde Neuvicq-le-Château im Département Charente-Maritime und damit am Rand der Saintonge im Herzen des Weinanbaugebietes der Fins Bois rund 19 Kilometer nordöstlich von Cognac. Die kleine Anlage wurde von der Familie La Rocheandry um die Wende vom 15. zum 16. Jahrhundert an der Stelle einer Burg des 12. Jahrhunderts errichtet. Im 17. Jahrhundert erweitert und entwehrt, wird der Bau seit 1904 als Rathaus der Gemeinde genutzt. Er steht seit dem 14. September 1912 als klassifiziertes Monument historique unter Denkmalschutz.

## Geschichte
Schon für den Beginn des 12. Jahrhunderts ist eine Motte in Neuvicq bezeugt, die in einer Urkunde aus der Zeit um 1266 als fortalicum de Novo Vico bezeichnet wurde. Erste namentlich bekannte Mitglieder einer lokalen Adelsfamilie im 13. Jahrhundert waren Guillaume de Neuvicq und sein Sohn Foulques, die zugleich Vasallen des Bischofs von Angoulême waren. Ihre Familie starb im 14. Jahrhundert aus, und 1398 wurde anschließend ein Mitglied des Hauses La Rochefoucauld mit der Burg und Seigneurie Neuvicq belehnt. Zu jener Zeit war die Anlage eine Ruine, denn englische Truppen hatten sie im Hundertjährigen Krieg eingenommen und ganz oder teilweise zerstört, ehe sie 1375 wieder abgerückt waren.
Um 1420 kam die Burg an die Familie La Rocheandry (auch Larocheandry geschrieben). Im Jahr 1452 war Jean de La Rocheandry Seigneur von Neuvicq. Sein Nachfahr Antoine de La Rocheandry ließ um 1500 einen Neubau errichten, wovon sein heute noch erhaltenes Wappen am Schloss zeugt. Durch Kauf gelangte das Anwesen 1593 an die Familie d’Espièmont. Im Jahr 1600 war Arnaud de Colombières d’Espièmont Schlossherr. Er vererbte den Besitz 1625 oder 1630 an seine Tochter Louise, die ihn an ihren Mann, den Marquis Jean-Jacques de Goth de Basternay, brachte. Er ließ dem vorhandenen Herrenhaus einen Treppenturm und einen viereckigen Pavillon im Stil der Renaissance anfügen. Nach seinem Tod 1666 gelangte die Anlage im Erbgang an Louis-Henri de Pardaillan de Gondrin, Marquis von Montespan. Er war der Sohn einer Halbschwester Jean-Jacques’ und der Ehemann von Madame de Montespan, der Maitresse in titre des französischen Königs Ludwig XIV. Der gemeinsame Sohn Louis-Antoine de Pardaillan de Gondrin erbte das Schloss und ließ es Ende des 17. Jahrhunderts entfestigen, indem er die Zugbrücken abbauen und die Schlossgräben zuschütten ließ. 1705 veräußerte er die Anlage an Noël Bertrand de La Laurencie, Marquis von Charras.
Der neue Schlossherr nutzte im Gegensatz zu den vorherigen Besitzern das Schloss wieder als Wohnsitz. Seine Familie blieb bis zum Ausbruch der Französischen Revolution Besitzerin. Mit Vertrag vom 12. Februar 1792 verkaufte Noël Bertrands Enkel François de La Laurencie das Schloss ohne das dazugehörige Land an Jean Martel aus Cognac, um einer drohenden Beschlagnahmung zu entgehen. Der Landbesitz wurde an die Dorfbewohner verkauft. Die Nachkommen Martels veräußerten die heruntergekommene und ausgeräumte Schlossanlage im Jahr 1856 an Michel Calluaud aus Neuvicq, der sie seiner Tochter Marie schenkte. Unter den Calluauds wurden um 1860 ein großer Wehrturm zum Teil sowie der Westflügel des Schlosses komplett niedergelegt und ihre Steine anschließend als Baumaterial verkauft. Marie vermachte das Anwesen 1893 ihrem Neffen Etienne Clais, der es 1904 auf Abbruch verkaufen wollte, aber der damalige Bürgermeister Neuvicqs, Alphonse Porchaire, wollte die Anlage erhalten. Er sorgte dafür, dass es die Gemeinde kaufte, um es als Rathaus und Postamt zu nutzen.
Auch heute noch dient das Schloss als Rathaus von Neuvicq-le-Château. Außerdem finden dort jedes Jahr von Juni bis September wechselnde Kunstausstellungen statt. Exponate im zweiten Obergeschoss, darunter das große Modell einer Burganlage, informieren zudem über das Leben auf einer mittelalterlichen Wehranlage.

## Beschreibung

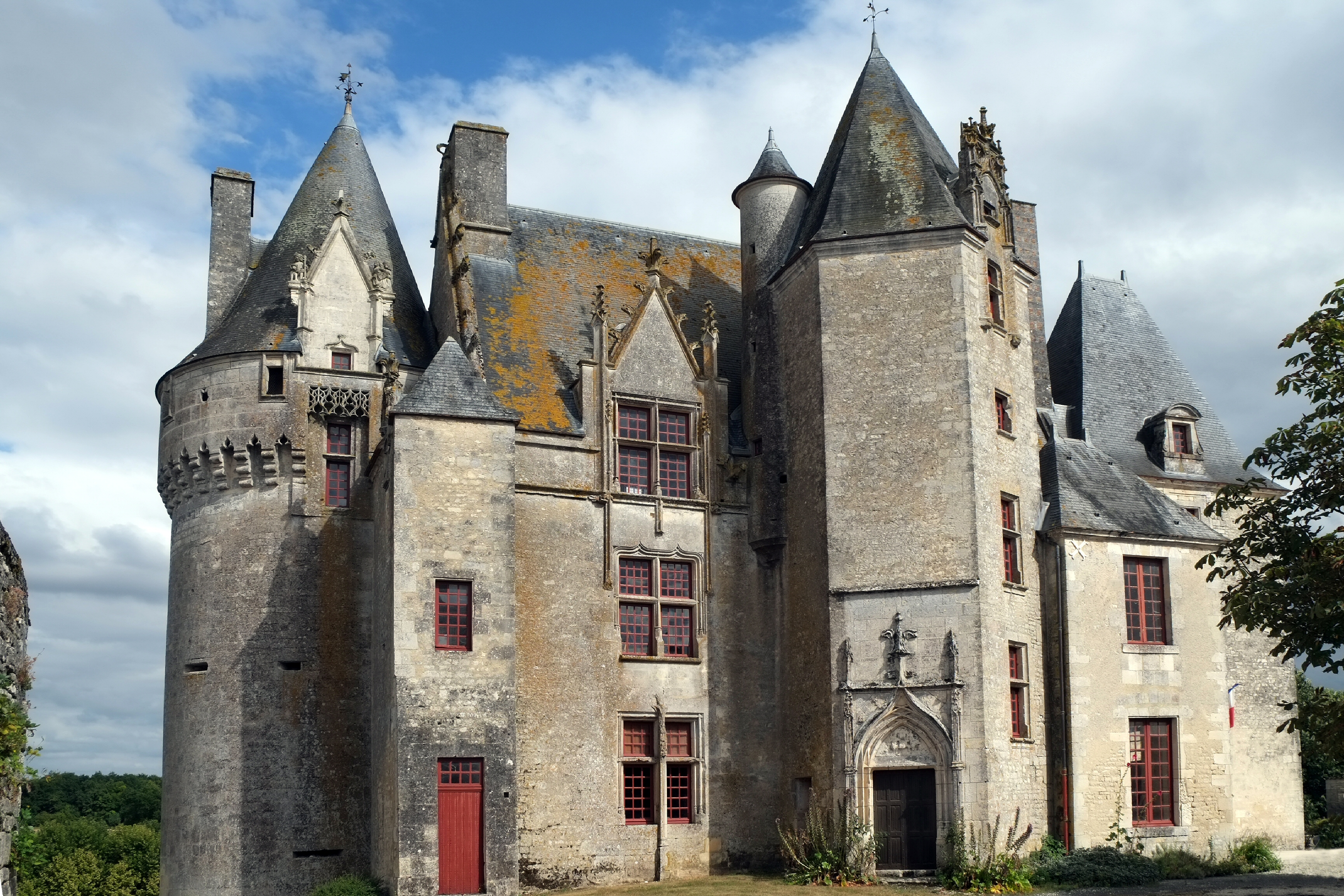
Ansicht des Schlosses Neuvicq von Nordwesten

Das Schloss steht auf dem Plateau eines Kalkfelsens, dessen Kanten mit einer Mauer abgestützt sind. Seine Architektur zeigt den Stil des spätgotischen Flamboyants im Übergang zu frühen französischen Renaissance und ähnelt einer verkleinerten Version des rund 50 Kilometer westlich liegenden Schlosses La Roche-Courbon.
Das Hauptgebäude besteht aus Bauteilen des 15. und 17. Jahrhunderts. Das spätgotische Corps de Logis mit drei Geschossen besitzt an seiner Nordost- und Südost-Ecke Rundtürme mit Kegeldächern und Maschikulis. Der westlichen Fassade ist mittig ein sechseckiger Treppenturm mit fünf Geschossen und polygonalem Helm vorgesetzt. Die steinerne Wendeltreppe in seinem Inneren ist über das Portal mit bekrönendem Kielbogen an der Nordwest-Seite des Turms erreichbar. An der Südwest-Ecke des Corps de Logis steht ein dreigeschossiger Pavillon mit abgeknicktem, hohem Walmdach. Er stammt wie der Treppenturm aus dem 17. Jahrhundert. Alle Gebäudeteile sind von schiefergedeckten Dächern abgeschlossen und besitzen Kreuz- oder Querstockfenster. Eine Lukarne auf Höhe des Dachgeschosses ist von einem Dreiecksgiebel mit krabbenbesetzten Fialen und einer Kreuzblume bekrönt. Auch das oberste Fenster des Treppenturms besitzt einen aufwändig gearbeiteten und reich skulptierten Giebel.
Im Inneren des Herrenhauses sind Vertäfelungen und Kamine aus dem 15. sowie 17. Jahrhundert erhalten, darunter der große Kamin der ehemaligen Küche im tonnengewölbten Keller.
Zum Schloss gehört ein großer, runder Taubenturm südlich des Herrenhauses, dem heute das Dach fehlt.